# Ferdinand Tadra

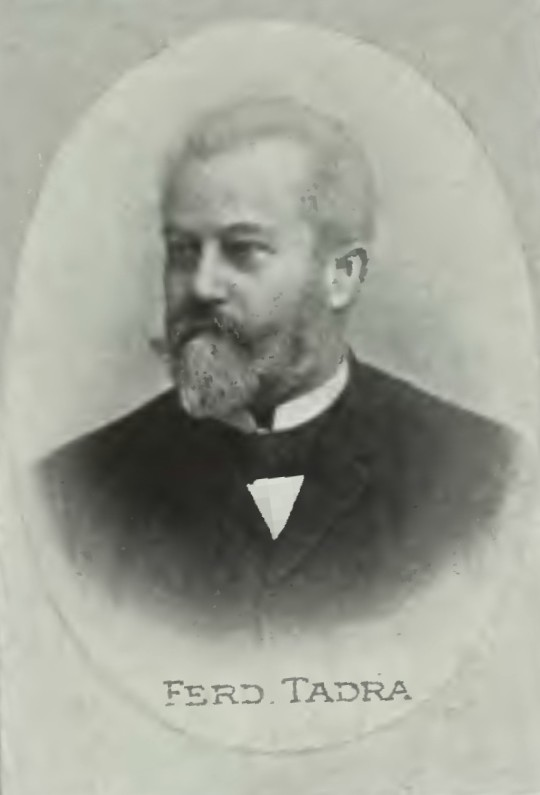
Ferdinand Tadra.

Ferdinand Tadra, född 19 januari 1844 i Jindřichův Hradec, död 19 mars 1910 i Prag, var en tjeckisk historiker och arkivarie.
Tadra tjänstgjorde i en rad österrikiska arkiv och utgav en mängd historiska skrifter, varibland märks Beiträge zur Geschichte des Feldzugs Bethlen Gabors gegen Ferdinand 1623 (1877), Zur Kaiserwahl 1619 (1878) och Briefe Albrechts von Waldstein an Karl von Harrach 1625–27 (1879).